# Byblis liniflora
Espèce
Classification phylogénétique
Statut de conservation UICN

 LC  : Préoccupation mineure
Byblis liniflora est une espèce de plantes à fleurs de la famille des Byblidaceae. C'est une plante carnivore de l'Australie (de l'Ouest, Territoires du Nord et Queensland) et de Nouvelle-Guinée, en zone tropicale humide. En 2000, son caractère carnivore était controversé.

## Histoire et étymologie
C'est en 1808 que R. A. Salisbury en fit la première description. Il fallut attendre 9 ans pour qu'on rattache le genre aux Pittosporacées, puis en 1860 aux Lentibulariacées, et enfin en 1920 aux Byblidacées. Il existe plusieurs histoires anciennes sur l'origine du nom du genre ; retenons que toutes ont en commun le chagrin d'amour. Byblis, personnage mythologique de la Grèce antique, serait née des larmes qui coulent sur les joues et vont rejoindre le sol. D'autres versions disent qu'à la suite d'un amour coupable, elle aurait été transformée en fontaine.

## Description
Taille : la plante peut atteindre 10 à 15cm de haut, puis se couche et devient rampante avec une tige  pouvant s'allonger à 50cm.
Feuilles : linéaires, filiformes, de 8 cm de long.
Fleurs : mauve rosâtre.
Climat : tropical humide.

## Mode de culture
Substrat : on peut utiliser par exemple, 70 % de tourbe blonde, 30 % de sable.
Lumière : elle croit en situation ombragée mais aussi en forte lumière.
Humidité : tenir le sol bien humide, la base du pot peut baigner dans 14 mm d'eau l'eau déminéralisée. L'hygrométrie de l'air peut varier entre 60 et 95 %.
Température : 18 °C à 35 °C toute l'année.
Croissance : continue.
Multiplication : semis.